# 热那亚 (纽约州)
热那亚（英語：Genoa）是位于美国纽约州卡尤加县的一个镇，地处卡尤加县的西南部、伊萨卡以北，坐落于五指湖地区的中心地带。2010年美国人口普查时，该镇有1935人。其名称来源于意大利城市热那亚。